# ザ・タワー (ゲーム)
『The Tower』（ザ・タワー）は、高層ビル経営シミュレーションゲーム（ミニスケープ）。制作はオープンブック（最初はOPeNBooKが行い、その後、オープンブック9003、オープンブック(初代)、ビバリウムと遷移し、2019年より現在の社名となった）。

## 概要
プレイヤーはビルの経営者となり、様々なテナントを設置してビルを拡大させていく。人口の増加などで認定されるグレード（星の数）を上げていき、最終的には最上級の称号である「THE Tower」を目指す事が目的となる。
斎藤由多加が自宅マンションの1階でエレベーターの上向きのボタンを押した際に、4階と7階で待機していたカゴのうち、遠いはずの7階のカゴが降りてきたことに着想を得て開発されたという。
アメリカ合衆国では『シムシティシリーズ』などを手がけるマクシス社より、『シムタワー』（SimTower）として発売された。
1995年にアメリカの全米ソフトウェア・パブリッシャーズ協会よりCodies賞を受賞し、「ベストシミュレーション・オブ・ザ・イヤー」に選出された。

## 基本ルール
- ゲーム内の時間経過は1年を四半期に分けた1Q（クォーター）と呼ばれる単位で進行し、1Qは平日2日と休日1日の合計3日間で構成される。休日はオフィスが稼働しない代わりに、商業テナントの来客数が多くなる。
- ビル内にテナントを建設すると、利用客（住人と呼ばれる）がやってきて目的のテナントを目指し移動する。住人は移動時にかかるストレス等によって利用テナントへ評価を下し、評価が良ければそのテナントの利用客が増え、評価が悪い場合は利用客が減少する。
- ビル内の移動手段には階段、エスカレーター、エレベーターがあり、それぞれ利用する住人に与えるストレスが異なる。移動設備の効率的な配置がゲームを進めるためのポイントとなる。
  - エレベーターによる移動では、待ち時間が増えるにつれてストレスも増加する。表示上は住人のシルエットが黒からピンク、赤へと変化し、現在のストレス度合いを示す。
- 騒音の発生源が近隣にある場合、そのテナントの評価に悪影響を及ぼす。
- 建設資金はゲーム開始時に一定の額が与えられ、その後はテナントの売り上げや賃料で賄う。
- 特定の条件を満たすとグレード（星）が上がり、より多くの種類のテナントを建設できるようになる。5つ星になると「ファイナルアイテム」が登場し、これを建設して特定の条件を満たすと最高グレードである「TOWER」の称号を得られる。
- ビル内では時として火災やテロリストによる脅迫などのイベントが発生し、対処する必要が生じる。

## 作品一覧
オープンブック版Tower
- 『Tower』（Classic Mac OS版）発売　1994年　
  - 『SimTower （※「Tower」海外版）』（Classic Mac OS版）発売　1994年
- 『Tower 1.2J』（Classic Mac OS、Windows版）発売　1995年
- 『The Tower』（セガサターン版）発売　1996年3月1日
- 『The Tower』（3DO版）発売　1996年3月29日
- 『The Tower 1.3J』（Classic Mac OS、Windows版）発売　1996年
- 『The Tower BONUS edition』（PlayStation版）発売　1996年11月1日

Tower II
- 『The Tower II』（Classic Mac OS、Windows版）発売　1998年
  - 『Yoot Tower （※「The Tower II」海外版）』（Classic Mac OS、Windows版）発売　1998年

ビバリウム版Tower
- 『The Tower SP』（ゲームボーイアドバンス版）発売　2005年4月28日
- 『The Tower DS』（ニンテンドーDS版）発売　2008年6月26日
- 『The Tower DS クラシック』（DSiウェア版）ダウンロード販売　2009年8月26日
- 『The Tower DS 裏路地の二等地に一流ホテルを建設せよ!!編』（DSiウェア版）ダウンロード販売　2009年9月30日
- 『The Tower DS 郊外駅前市場に挑め!!巨大ショッピングセンター編』（DSiウェア版）ダウンロード販売　2009年10月2日
- 『The Tower for iPad』（iPad版）ダウンロード販売　2010年8月5日
- 『The Tower for iPhone』（iPhone版）ダウンロード販売　2011年10月11日

## オープンブック版

### Tower
1994年7月、『Tower』がClassic Mac OS用に発売される。11月にはMaxisより英語版（SimTower）が発売。
1995年の『Tower 1.2J』でWindows版が追加される。のちに建設したビルの形をしたアクアゾーン用のオブジェを出力することが出来るようになった。

### The Tower
1996年、『The Tower 1.3J』が発売（ユーザー登録をしていれば1.2Jからの無償アップデートが可能だった）。グラフィックの向上やアイテム「タワービジョン」（実在のCMを放送することができる）が追加された。この時『Tower』から『The Tower』と名称が変更されている。
1996年3月にはセガサターン（3月1日発売）と3DO（3月8日発売）に移植された。オフィスやルームキーパーの人数が6人毎から5人毎に減るなどのハードウェア的な制限（BONUS editionを含む）があるものの、アイテム同士の間隔が一定以上空いているとルーフに間を埋められることなくツインタワーなどの複数のビルを建設できるなど、PC版では次作『The Tower II』で実装される追加要素や改良点が先行的に採用されている。

### The Tower BONUS edition
1996年11月1日、PlayStation向けの移植版『The Tower BONUS edition』（ザ・タワー ボーナスエディション）が発売された。
設置したアイテムを虫メガネアイコンで選択すると中の様子がムービーで覗ける。深夜に虫メガネアイコンでセコムルームを選択すると夜間パトロールに出ることができ、3DCGで再現されたビル内部を歩き回ることができる。
マップによって各テナントの需要や、固有の交通機関・レストランに違いがある。
商業都市（初級者向け）
周囲に住宅街などがあり、多くの商業施設の需要がある。地下鉄駅などの交通機関を配置することにより、より多くのショッピング客を集めることができる。
アイテムの需要は総じて高く、初心者向けのマップである。
交通機関は地下鉄駅。レストランはピザハウス、かに料理屋。
ビジネス都市（中級者向け）
ビジネスに適した土地で交通の便も良い。周りにはオフィスビルがひしめいており、ビジネスマンが多い。
ビジネス客が多いため、オフィスの需要が非常に高い。同時に飲食店などの需要も高い。
交通機関は地下鉄駅。レストランは定食屋、カラオケバー。
国際空港都市（上級者向け）
近くに国際空港があり、海外からの観光客やビジネス客の利用が多い。
旅行客や空港利用客が多いため、ホテルの需要が非常に高くなっている。
交通機関はモノレール駅。レストランはサンドイッチハウス、高級バー。
リゾート都市（上級者向け）
近くにテーマパークなどの施設が充実しており、観光に訪れる家族客が多い。船着き場を設置することにより、さらに多くの客を集めることができる。
観光や娯楽目的の客が多いため、ホテルや商業施設に客が集まりやすい。また、別荘地としての人気もあり住宅の需要も高い。
交通機関は船着き場。レストランはイタリア料理店、シーフードレストラン。
自由の女神
島に位置する特別な観光地で、一般客の需要が他の都市と比べてかなり高くなっている。反面、オフィスや住宅、ホテル等のテナントには人が入りにくくなっている。
タワーのグレードを1つでも「Tower」にすると出現。建設可能な土地は女神像の台座部分のみに限られているほか、初期状態で最上部に撤去不可能な展望台が設置されているため、大聖堂は設置できない。そのため最高ランクは☆5となる。
交通機関およびレストランはビジネス都市と同一。

## The Tower II
1998年にオープンブック9003より発売（英語版はYoot TowerとしてSEGAより発売された）。本作では自由の女神など、ビルではないマップも登場しているため『巨大建造物シミュレーション』と銘打たれている。マニュアルはバインダーであり、後に発売されたマップのマニュアルも追加できるようになっている。星の数（グレード）を挙げる際は人口などの条件のほかに、場合によって来訪するVIPを満足させる必要がある。
実在する店舗とタイアップしており、一部マップでは外装に広告を掲載することにより収入を得ることができる。また、主要家電量販店（ビックカメラ、ヨドバシカメラ、ソフマップなど）で購入した場合、購入した店舗のプラグインが付属されていた。

### 前作との主な違い
- プラグインを導入してマップやテナントの数を増やすことができる。
- 前作では目的地までの移動距離や所要時間によって住人のストレスが溜まっていたが、本作では交通量によってストレスが溜まるシステムになっている。例えば、エレベーターに近いオフィスは前作では移動距離や時間が短縮されるため評価が高くなっていたが、本作では人の往来により騒音が発生しやすいため評価が低くなる。
- 新たに電力の概念が追加された。拡張するごとに電力の消費が増えていき、許容量を超えると停電が発生する。
- 前作のPC版では自動的に端から端までのフロアがつながってしまうため、単体のビルしか建てられなかったが、本作ではロビーを除くフロアがつながらなくなったため、見かけ上複数のビル（ツインタワーなど）を建てることができる。
- 前作のPC版ではレストランや店舗の種類はランダムで設置されていたが、本作ではプレイヤーが種類を自由に選択することができる。
- 外観も拡充され、看板やビジョンを設置することで広告収入を得ることができる。

### 基本マップ
新宿西口副都心
初期資金10億円。地上100階、地下10階まで建築可能と自由度の高いマップである。
1階ロビーのほかに駐車場や地下鉄からも住人がやってくる。
ファイナルアイテムは「スタジアム」。VIPとして千葉麗子と飯野賢治が出演している。
ハワイダイヤモンドヘッド
観光客が多く、ホテルやショップが建設の中心である。
1階ロビーのほかに船着場からも住人がやってくる。
ファイナルアイテムは「大聖堂」。VIPとして孫正義が出演している。
華厳の滝
初回特典。攻略よりも景色、風情を楽しむことを目的としたマップ。その為、建設可能な範囲よりも滝のほうが表示面積が大きい。
宿泊施設以外のテナントではほとんど利益が出ない。また、進めていくには温泉を掘り当てる必要がある。
ファイナルアイテムは「展示場」（来訪者が条件に達すると日光東照宮風に改装される。）。

### プラグインマップ
自由の女神 ニューヨーク恋物語
プラグイン第1弾。建物で働く警備員の男性ハリー・キャラハンと案内係の女性マリー・クワントの恋をテーマとしている。
人口や資金のほかにハリーとマリーと会話しながらイベントを遂行していく必要がある。また、ストーリーに分岐点があり、どちらかを選ぶことにより違う結末が待っている。
京都駅ビル　GIII
特撮映画『ガメラ3 邪神覚醒』とのタイアップ。限定アイテムとしてジェイアール京都伊勢丹、α-STATION、ジョイポリスを建設可能。
途中で設置することになるラジオ局の情報を元に話を進めていく他、損害保険代理店を設置した場合保険契約を結ぶことが可能（締結した場合は月に一定額の保険料を支払うこととなる）。終盤ではガメラとイリスとの戦いによってビルが破壊されるが、一定期間保険に入っていると保険金が支払われ、外装も修復される（内部のテナントは破壊されるため残骸を撤去して新たに設置する必要がある）。逆に保険に入っていないと保険金が支払われないだけでなく、外装も破壊されたままになる。
なお舞台は駅ビルだが、ゲームスタート時には改札口がないため建設する必要がある。
東京タワー　東京電波ジャック
東京タワーを舞台としたマップ。主な収入源の一つである電波発信施設が、中盤で怪電波による電波障害のために使用不能になり、最新設備に更新するイベントが起きる。
また、外観ではイルミネーションが設定でき、あるパターン通りにすると特別なイベントが起きる。
なにわビル王伝説
通天閣を中心に建造していく新宿に次ぐ自由度の高いマップ。
グレードを上げるだけでは使えるようにならない隠しアイテムが存在し、テナントの充実度によって使用可能となる。
VIPとして三倉茉奈・佳奈のほか吉本興業が協賛していたため島木譲二、間寛平、林裕章社長（当時）も出演していた。
ファイナルアイテムは大阪城、海遊館、ビリケン、大阪ドーム（条件さえ揃えば4つ同時に建てることができる）。
Christmas Story　サンタクロースになれる聖夜
サンタクロースにまつわるアイテムを集めていくイベントとともに進行する。
金額の単位が円ではなくコインの枚数になっているのが特徴。また、地上より地下のほうが広く、かつイベントの関係から地中深く拡張していくことになる。
他、計画されていたが会社の分離により企画倒れとなってしまった幻のマップとして『月面基地』『豪華客船』『北海道』が存在する。The Tower 1.3Jのタワービジョンで流せるCMにThe Tower 2.0（開発当初は"II"ではなく"2.0"であった）の映像があり、月面基地が確認できる。

## ビバリウム版

### The Tower SP
2005年4月28日に任天堂より発売されたゲームボーイアドバンス版。Tower 1.2Jを元にアイテムの一部変更や、難易度を下げるなどの改良がなされている。オリジナルキャラクターとして山之内オーナー（通称・山爺、モデルは山内溥）が登場し、ビルの評価やアドバイスを行う。

#### オープンブック版との主な違い
- オフィスワーカーに休日出勤の概念が導入された。
- 「ビル清掃」というテナントが存在し、オフィスやトイレの清掃を担当する。
- ショップは賃貸制からプレイヤー直営に変更された。
- サービスエレベーターが省略され、ビル清掃員やルームキーパー、警備員も通常のエレベーターを使う。
- 警備員は緊急時のために常駐するだけでなく、毎晩見回りを行う。見回りの行き届かない箇所には泥棒被害が発生する可能性がある。
- ビル清掃やベッドメイクが滞ってゴキブリが発生した場合、軽度の被害であれば駆除することができる。また、ゴキブリの発生条件もやや変化している。
- 店舗やファーストフード、レストランなどで客を呼び込むことが可能（該当テナント上でAボタン連打）。
- ビルの高さは最大50階（総合オフィスビル）、もしくは35階（総合商業ビル）に制限されており、大聖堂も30階以上であればその上に別のフロアがない限り建設する事ができる。大聖堂を建設した場合、撤去しない限りそれより上のフロアにビルを増築することはできなくなる。
- 店舗やファーストフードの種類をプレイヤーが選択でき、それぞれ好む客層が異なる。
- ホテルに関する施設に、サウナ、自動販売機などが追加されている。
- グレードは1つ星から4つ星を経てTOWERとなり、オープンブック版にあった5つ星は存在しない。また、TOWERへのグレードアップ条件も人口2,000人に減少している。

### The Tower DS
2008年6月26日にデジトイズより発売されたニンテンドーDS版。プレイヤーは麻芝地区の開発を手がける「麻芝都市開発株式会社」の新入社員となり、社長の大室康一から依頼される形で、ビルの建設予定地を選択してマンションやホテルなど複数の異なるプロジェクトを遂行する仕組みになっている。
基本的にSPのシステムを引き継いでいるが、同作で省略されていたサービスエレベーターが「従業員用エレベーター」として復活している。また、DSの機能であるタッチ操作を使って、ビルを清掃したり、泥棒を捕まえたりすることができる。さらに資金難に陥ると、マリオの姿をした「マリオタワー」という観光スポットから集客の依頼が舞い込み、ミニゲームをクリアすることで臨時収入を得られる。
プロジェクトは以下の4つ。
分譲マンション
初期資金1億円。地上15階・地下2階まで建築可能、敷地幅は1区画。
最初のプロジェクトで、その名の通り麻芝地区郊外に分譲マンションを建設する。分譲住宅は1LDK・2LDK・3LDKの3種類があり、住人は1LDKに入居後、出産準備のたびに指定日時までに上位グレードの分譲住宅を用意するよう要求してくる。
クリア条件は人口を80人以上にし、3LDK住宅に入居者がいる状態で発生する特定のイベントを完了すること。
ビジネスホテル
初期資金1億円。地上16階・地下3階まで建築可能、敷地幅は1区画。
2番目のプロジェクトで、麻芝駅裏路地にビジネスホテルを建設する。このプロジェクト限定のアイテムとして「スイートルーム」が存在し、地下駐車場を設置することで初めて稼働する。
クリア条件は人口を130人以上にし、スイートルームを5室設置してVIP（麻芝市長）から高評価を得ること。
麻芝ショッピングシティ
初期資金2億円。地上14階・地下2階まで建築可能、敷地幅は2区画。
3番目のプロジェクト。麻芝駅近くにショッピングセンタービルを建設する。
このプロジェクトでは通常のエレベーターは使用できず、階段やエスカレーターを駆使して各階を連絡することになる。地下鉄駅の設置が可能だが、このプロジェクトのみタッチ操作で信号を青にしなければ列車が到着しない仕様となっている。
クリア条件はプロジェクト限定アイテム「SPAリゾート」を設置し、1日の利用客数を一定以上にすること。
湾岸国際センタービル
初期資金2億円。地上57階・地下5階まで建築可能、敷地幅は2区画。
最終プロジェクト。いよいよ最後のプロジェクトとして、複合高層ビルを建設する。
このプロジェクトのみオフィスが使用可能。また、用地はロビーの高さが異なる2種類（ビル街の用地でロビー高さは最低の用地と、マリオタワー前の用地でロビー高さは最高の用地）が用意されており、どちらか一方を選んで建築することになる。
クリア条件は人口を2,000人以上にし、プロジェクト限定アイテム「大聖堂」を41階以上に設置して一定の条件を満たすこと。
パッケージ版のプロジェクトを分割したニンテンドーDSiウェア版も、2009年より順次ダウンロード販売された。
- The Tower DS Classic（2009年8月26日、1,000ポイント） - 湾岸国際センタービル
- The Tower DS 裏路地の二等地に一流ホテルを建設せよ!!編（2009年9月30日、500ポイント） - ビジネスホテル
- The Tower DS 郊外駅前市場に挑め!!巨大ショッピングセンター編（2009年10月21日、500ポイント）- 麻芝ショッピングシティ

なお、分譲マンションにあたるソフトウェアは配信されていない。

### The Tower for iPad
2010年8月5日にデジトイズより発売されたiPad版。The Tower 1.3Jを元にインターフェースをタッチパネルに最適化したほか、警備室などの一部施設は一つのビルに一ヶ所のみという制限がついた。

### The Tower for iPhone
2011年10月14日にOPeNBooKより発売されたiPhone / iPod touch版。iPad版と公式サイトを共にしているが発売元は異なる。

## 関連商品

### 攻略本
- The Tower究極本 ISBN 978-4584160480
- The Tower II究極本 ISBN 978-4584160862
- The Tower セガサターン必勝法スペシャル ISBN 978-4766924442
- The Tower パーフェクトガイド ISBN 978-4890529452
- The Tower マスターブック ISBN 978-4895637244
- The Tower シークレットブック ISBN 978-4881353844
- The Tower BONUS edition公式ガイドブック ISBN 978-4889914092
- The Tower SP ワンダーライフスペシャル 任天堂公式ガイドブック ISBN 978-4091062420

### サウンドトラックCD
- 『Sound of Tower』 - 1996年3月13日発売。

### オプショナルCD-ROM
- 『Tower / CD LIMITED EDITION（1.2J用）』
1996年に冬季限定発売されたオプショナルCD-ROM。
  - テーマソング『Brand New Season』（小山田圭吾）を収録。ほかにも多数アーティストが楽曲を提供。
  - テナントの様子を伝えるアニメーションムービーを収録
  - 新イベントとして、夜中に泥棒が侵入
  - 『タワービジョン』の追加
  - クリスマス（1年の最終日)にサンタがプレゼントをくれる
- 『The Tower / CD WINTER EDITION（1.3J用）』
1997年冬に「限定」で販売された。

他にも幕張殺人事件（ホテルで次々殺される事件の犯人を捜す）をはじめとする、数々の限定オプショナルCD-ROMがイベント等で配布された。LIMITED EDITIONなどプレミアがつくものもあった。

## アイテム
オフィス
6人（家庭用機版では5人）の社員が平日の朝に出勤し、夕方から夜にかけて退勤する。社員はビル外に営業に出かけたり、ビル内の商業テナントを利用したりする。1Qごとに賃貸料が入る。
ホテル
シングルルーム、ツインルーム、スイートルームなどの種類がある。利用された部屋を清掃するメンテナンスルームがなければ正常に稼動せず、未清掃のまま3日放置された部屋にはゴキブリが発生して利用不可能となる。基本的に毎日稼動するため利益率は高い。一部の宿泊客はレストランを利用する。なお、スイートルームは地下に駐車場がないと稼動しない。
住宅
3人家族用の分譲住宅。建設費よりも分譲価格のほうが高いため、ゲーム初期の資金難対策には有効だが、入居後の収入は一切なく、退去時には同額を払い戻さなければならない。IIの新宿西口副都心となにわビル王伝説マップでは分譲住宅に加え1人用の賃貸住宅があるほか、ハワイダイアモンドヘッドのマップでは、これらの代わりに賃貸であるコンドミニアムが建設できる。
ファーストフード、レストラン
外部からの一般客を呼び込む効果が高く、人口を増やすのに大きく貢献する。1日ごとに売上が計上されるが、来客数が少ないと赤字が生じるリスクもある。住人からの評価が高いと常連客が生じ、来客数が増加していく。一定のグレード以上になると毎日の閉店後にゴミを出すようになり、処理できなくなると営業停止となる。ファーストフードは朝から夜まで、レストランは夕方から夜まで営業している。
ショップ
基本的な効果はファーストフードおよびレストランに準ずるが、賃貸制となっており1Qごとに賃貸料が入る。来客数が少ない状況が続くと借り手は退去してしまう。朝から夜まで営業。
移動設備
階段、エスカレーター、エレベーターがある。エレベーターはさらに標準、特大、サービスエレベーターなどの種類に分かれる。
公共交通機関
地下鉄駅や船着き場、モノレール駅など。外部からの一般客を大量に呼び込み、各種テナントの利用客を増やす効果がある。
その他
警備室、医療室、変電室、駐車場、トイレなど、直接利益は生まないがビルの維持に必要な施設と、オブジェクト、観葉植物など何の機能も持たず「隙間を埋める」為だけのアイテムがある。また、IIでは各マップ限定の施設が登場する。

## イベント
火災
ビル内で火災が発生し、隣接テナントに延焼していく。一定金額を支払って消防隊を呼ぶか、セコムルームの警備員を出動させて消火する。消防隊は出火階によってはしご車と消防ヘリのいずれかが出現し、プレイヤーが自ら操作して消火することになる。
テロリストからの爆破予告
ビルに爆弾を仕掛けたテロリストから脅迫電話が届き、金銭を要求してくる。要求金額を支払えばトラブルは発生しないが、要求を退けた場合はセコムルームの警備員を出動させて爆発物を探すことになる。予告時刻までに爆弾を見つけられなかった場合、爆発によって周囲のテナントが破壊される。

## 著作権問題
1996年、本シリーズの開発および販売を手がけていたOPeNBooKと、アクアゾーンの開発および販売を手がけていた9003,incが合併してオープンブック9003が設立されたが、2000年に再分離し、本シリーズの著作権は旧OPeNBooKのスタッフを中心に設立された新会社のオープンブックに継承された。一方でアクアゾーンの著作権は9003,incのスタッフを中心にオープンブック9003より改称したシノミクスに留まり、タイアップ関連の著作権の問題が発生したことから、当時販売されていた『The Tower II』は生産終了となり入手困難となった。